# St. Lukas (Fredenbeck)
Die Kirche St. Lukas war die katholische Kirche in Fredenbeck, einer Gemeinde im Landkreis Stade in Niedersachsen. Sie war zuletzt eine Filialkirche der Pfarrgemeinde Heilig Geist in Stade (Dekanat Unterelbe) des Bistums Hildesheim, und befand sich an der Straßenecke Bahnhofstraße / Am Walde. Heute befinden sich die nächstgelegenen katholischen Kirchen jeweils rund 12 km entfernt in Harsefeld und Stade.

## Geschichte
1967 wurde im zu Fredenbeck gehörenden Klein Fredenbeck die St.-Lukas-Kirche erbaut, am 26. November gleichen Jahres erfolgte ihre Benediktion. Zuvor wurde in der alten Schule in Groß Fredenbeck katholischer Gottesdienst gehalten. Um 1990 war St. Lukas eine Filialkirche von St. Michael in Harsefeld, später von Heilig Geist in Stade.
Am 27. Dezember 2003 erfolgte ihre Profanierung, das Grundstück mit dem Kirchengebäude wurde verkauft. 2004 erfolgte der Abriss, an die ehemalige Kirche erinnert heute eine Gedenkplakette. Auf dem Grundstück wurde ein Mehrfamilienhaus errichtet.

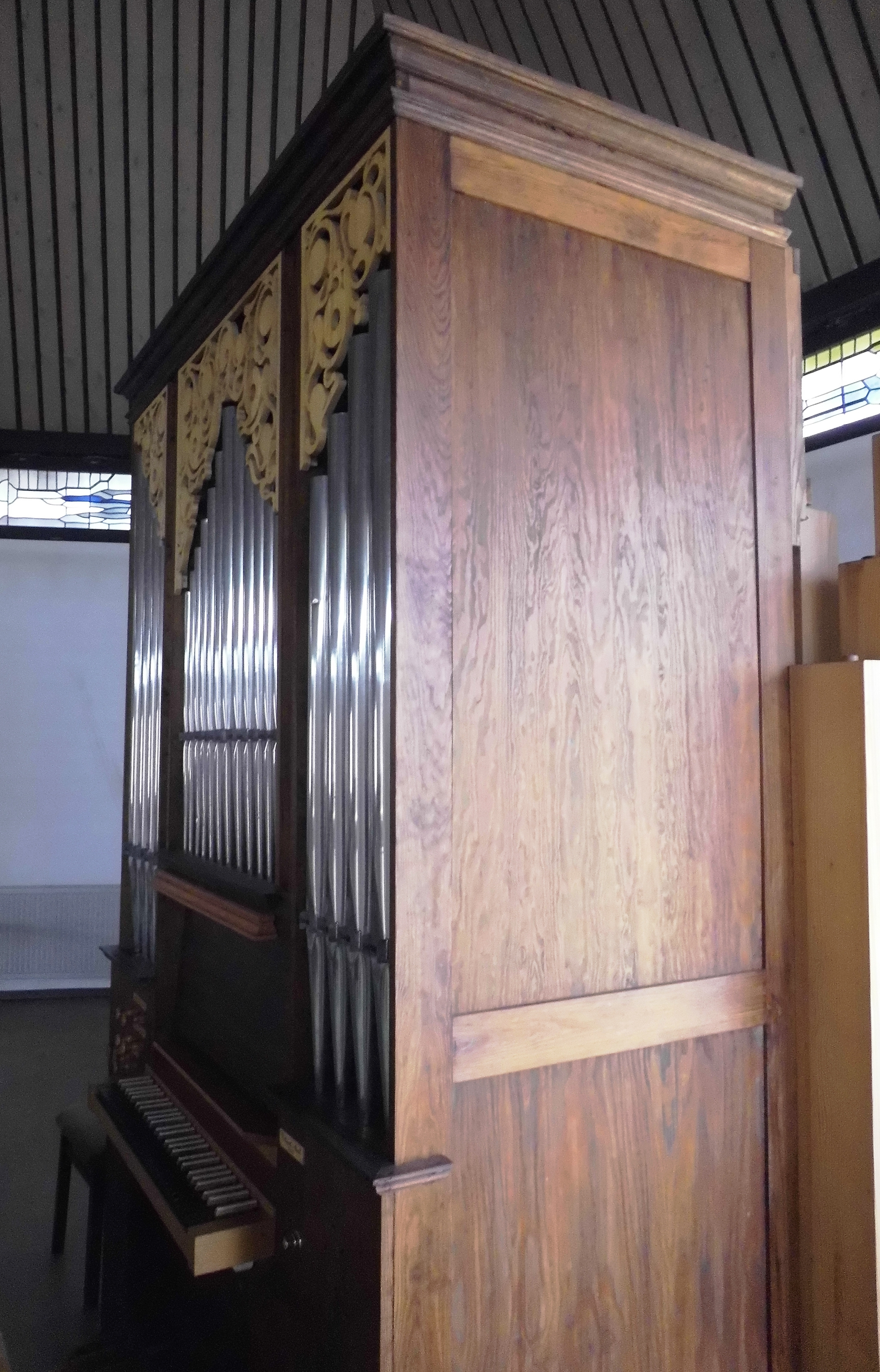
Die Orgel aus St. Lukas, jetzt in der St. Josefkirche zu Stade

## Architektur und Ausstattung
Die Kirche wurde nach Plänen von Josef Fehlig als Fertigteilkirche mit freistehendem Turm erbaut und befand sich in rund 18 Meter Höhe über dem Meeresspiegel. Ihre Orgel fand eine neue Verwendung in der Kirche des katholischen Altenheimes St. Josef vorm Schiffertor in Stade.